# Filosofia antiga
Filosofia antiga é o período da história da filosofia que compreende o surgimento da filosofia na Jônia, no século VI a.C., até o fim da antiguidade, no momento posterior à queda do Império Romano do Ocidente.
Originalmente, todas as áreas que hoje denominamos ciências faziam parte da Filosofia: expressão, no mundo grego, de um conjunto de saber nascido em decorrência de uma atitude. E, de fato, tanto Platão, no Fédon, quanto Aristóteles, na Metafísica, puseram na atitude admirativa, no admirar tò thaumázein, e também no páthos ("um tipo de afetação, que pode ser definido como um estranhamento"), a archê da Filosofia. "No Teeteto, Sócrates diz a Teodoro que o filósofo tem um páthos, ou seja, uma paixão ou sensibilidade que lhe é própria: a capacidade de admirar ou de se deixar afetar por coisas ou acontecimentos que se dão à sua volta". O thaumázein, assim como o páthos, têm a ver com "um bom ânimo ou boa disposição (...) que levou certos indivíduos a deixar ocupações do cotidiano para se dedicar a algo extraordinário, a produção do saber: uma atividade incomum, em geral pouco lucrativa, e que nem sequer os tornava moralmente melhores que os outros.".